# إيزابيل هولاند
إيزابيل هولاند (بالإنجليزية: Isabelle Holland)‏ (16 يونيو 1920، بازل في سويسرا - 9 فبراير 2002، نيويورك في الولايات المتحدة)؛ كاتِبة مُتخصِّصة في أدب الأطفال وروائية أمريكية. درست في جامعة تولين.